# Akroterion

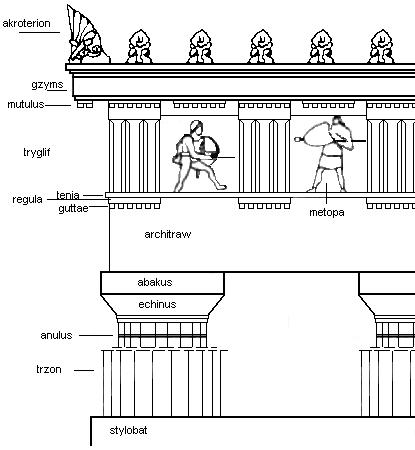
Porządek dorycki z uwidocznionym akroterionem

Akroterion, akroterium (naszczytnik) – terakotowa, marmurowa lub brązowa dekoracja, która wieńczyła szczyt i boczne narożniki frontonu w klasycznych budowlach greckich i rzymskich.
W najwcześniejszym okresie występowania (VII w. p.n.e.) miał kształt terakotowej, kolistej tarczy, z czasem przybrał formy bardziej skomplikowane: palmety, woluty, liści akantu, trójnogów, zwierząt lub postaci mitologicznych. Postacie przedstawione na akroterionach często uzupełniały rzeźbiarskie sceny znajdujące się na tympanonach.
Akroterionami wieńczono także obiekty małej architektury, m.in. stele grobowe.